# Априори
Априо́ри (лат. a priori, дословно — «от предшествующего») — знание, полученное до опыта и независимо от него (знание априори, априорное знание), то есть знание, как бы заранее известное. Этот философский термин получил важное значение в теории познания и логике благодаря Иммануилу Канту. Идея знания априори связана с представлением о внутреннем источнике активности мышления. Учение, признающее знание априори, называется априоризмом. Противоположностью априори является апостериори (лат. a posteriori, дословно — «от последующего») — знание, полученное из опыта (опытное знание).
Термин имеет долгую историю и не раз менял своё значение; в определении приведён самый употребительный смысл. Слово «априори» в русском языке может выступать и как наречие (синоним — прилагательное «априорный»), и как субстантивированное наречие — несклоняемое существительное среднего рода (синоним: «знание априори», «априорное знание»). Вне философского контекста это выражение часто употребляется как синоним «первоначально» («заранее»); «бездоказательно» (не требующее доказательств, ≈ аксиома); «по умолчанию»; «умозрительно»; «предварительно».

## Античная и средневековая философия

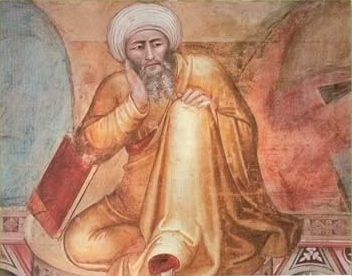
Следуя Аристотелю, Ибн Рушд и другие средневековые философы исследовали различие познания от предшествующего и познания от последующего.

Наиболее ранним использованием в философии того, что могло бы рассматриваться как понятие знания априори, является «учение о припоминании» Платона, затрагиваемое в диалоге Менон (380 год до н. э.). Согласно этой теории знание, которое в современных терминах можно назвать априорным, внутренне присуще человеческому уму, наследуется им.
Возникновение собственно термина «априори» связано с философией Аристотеля. Он различал доказательство от последующего и доказательство от предшествующего.
В дальнейшем это различие исследовали Северин Боэций, средневековые арабские философы (Ибн Рушд, Ибн Сина).
Латинский термин «априори» введён в средневековой схоластике. Европейские схоласты, следуя высказанному Аристотелем взгляду, называли познание вещей как действий из их причин, то есть из того, что составляет их предпосылку, «познанием априори», а познание вещей как причин из её действий — апостериори. В их числе можно назвать Альберта Великого и Фому Аквинского.

## Философия XVII—XVIII веков
В новоевропейской философии термин меняет свой смысл; решающее влияние на это изменение оказал спор рационализма и эмпиризма.

### Лейбниц

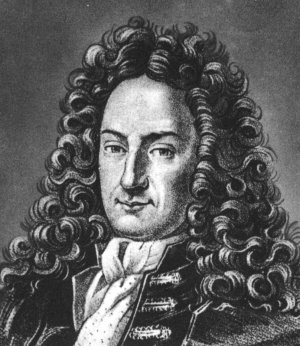
Готфрид Лейбниц (1646—1716) приравнивал познание априори к умозрительному познанию.

Лейбниц изменил смысл этого термина, придя к тому выводу, что познание вещей из их причин полно только тогда, когда оно восходит к последним и высшим причинам, которые он назвал «вечными истинами». Поэтому познание априори он приравнивал к умозрительному познанию, а познание апостериори — к опытному познанию.
Умозрительное познание беспредпосылочно, самоочевидно для разума, является непосредственным усмотрением истины (интеллектуальной интуицией).

### Вольф
Благодаря Х. Вольфу и вольфианству термин «априори» в лейбницевском смысле стал широко употребляться в немецкой философии.

## Немецкая классическая философия

### Кант
В системе Иммануила Канта (прежде всего, в «Критике чистого разума») априорное знание рассматривалось как условие необходимости, всеобщности и организованности опытного знания. Познание должно соответствовать этим характеристикам как своему идеалу.
Под априорным знанием Кант понимал всеобщие и необходимые, не зависящие от опыта понятия, под апостериорным знанием — все опытное знание, которое случайно и единично.
Например, суждение «7 + 5 = 12» универсально (является правилом и не имеет исключений) и необходимо (должно быть истинным): мы усматриваем, что 7 + 5 не может быть ничем иным, как 12. Наоборот, апостериорное знание того, что снег бел, не является неким усмотрением или прозрением, в котором мы постигаем, что снег по цвету с необходимостью может быть только белым, мы не можем быть уверены в отсутствии исключений из этого правила.
Априори имеет смысл лишь в связи с опытом, поскольку оформляет опыт. Кант трактовал отношение опытных данных и активности сознания следующим образом:

Но хотя всякое наше познание и начинается с опыта, отсюда вовсе не следует, что оно целиком происходит из опыта. Вполне возможно, что даже наше опытное знание складывается из того, что мы воспринимаем посредством впечатлений, и из того, что наша собственная познавательная способность (только побуждаемая чувственными впечатлениями) даёт от себя самой…
Аффицируя нашу чувственность (воздействуя на неё), явления опыта пробуждают одновременно внутреннюю активность человеческого познания, которая проявляется в человеческой способности совершать не только опытное, но и внеопытное (априорное) познание. Априорными являются только те знания, которые не зависят от всякого опыта, чистыми априорными — те, которые имеют всеобщий и необходимый характер, и к которым не примешивается ничто эмпирическое. Кант исследует, как и при каких условиях возможно для человеческого мышления чистое трансцендентальное познание априори, то есть

…всякое познание, занимающееся не столько предметами, сколько видами нашего познания предметов, поскольку это познание должно быть возможным a priori.
Принципы (законы) наук, утверждая нечто относительно целых классов предметов, не могут быть сформулированы на основании одного только опыта (эмпирическим путём). Кант исследует, возможны ли вообще естествознание, математика и метафизика в качестве чистых наук, и при каких именно условиях.

#### Априорные формы
Однако априорное знание независимо от опыта только в отношении своей формы, содержание его получено из опыта. Субъект, начиная познание, заранее обладает априорными формами познания, которые придают его знанию характер необходимости и всеобщности. Кант различал априорные формы чувственности (трансцендентальные формы чувственности, априорные формы созерцания) и априорные формы рассудка (трансцендентальные формы рассудка), которые придают связность и упорядоченность хаотическому многообразию чувственного опыта.
Априорные формы чувственности исследуются в трансцендентальной эстетике. Априорными формами чувственности являются чистые созерцания, с помощью которых многообразные, разрозненные и не всегда отчетливые восприятия приобретают всеобщую объективную значимость. Этих форм две — пространство и время. Именно они обуславливают возможность математики как науки.
Априорные формы рассудка, которые исследуются в трансцендентальной аналитике, представляют собой априорные чистые понятия рассудка (рассудочные понятия) — категории. Категории являются теми формами единства и рассудочными предпосылками, которые сам рассудок с необходимостью присоединяет к многообразному чувственному материалу, уже организованному априорными формами чувственности. Этот синтез обеспечивает возможность естествознания как науки. Кант насчитывает 12 категорий, разделённых на 4 класса: категории количества, категории качества, категории модальности и категории отношения.

#### Синтетические априорные суждения
Важнейшее значение имеет проведённое Кантом различие между аналитическими и синтетическими априорными суждениями (между аналитическим и синтетическим априори). Вообще в аналитическом суждении субъект уже содержит предикат, а в синтетическом суждении предикат приписывается чему-то внеположенному (то есть субъект не мыслится в самом предикате). Высшим основоположением, которому подчиняются аналитические суждения (принципом, делающим их достоверными), является логический закон противоречия (то есть они истинны, если не противоречат себе).
Синтетические априорные суждения расширяют наше знание и в то же время общезначимы. Они являются идеалом всякого знания. Соответственно, формулируется вопрос, как возможны априорные синтетические суждения (на каком основании производится синтез), ведь они не могут быть получены из опыта (апостериори), а только из чистого разума (априори). Синтетические априорные суждения возможны, поскольку подчиняются как высшему основоположению трансцендентальному единству апперцепции («синтетическому единству многообразия созерцания в возможном опыте», чистому Я, рассудку, трансцендентальному субъекту), которым является априорное суждение «я мыслю». Оно является условием возможности подведения многообразия чувственного представления под априорные понятия единства, высшим условием единства всех понятий рассудка, вообще высшим условием всех синтезов. В результате суждение приобретает объективную значимость и становится не просто истинным, а необходимо истинным суждением.

#### Априори в метафизике, этике ителеологии
В трансцендентальной диалектике Кант исследует вопросы, каковы априорные формы чистого разума как особой познавательной способности, как возможны априорные синтетические суждения в метафизике, и как возможна метафизика в качестве науки. Существуют априорные понятия чистого разума — трансцендентальные идеи, отличие которых от категорий рассудка состоит в том, что они не соответствуют никакому предмету и выходят за пределы опыта в стремлении завершить всякое рассудочное познание высшим единством.
Познание в метафизике производится с помощью априорных синтетических диалектических умозаключений, высшим основоположением которых является сам разум. Эти умозаключения делятся на три вида: категорические умозаключения (паралогизмы) обосновывают идею субстанциальности души, гипотетические (антиномии) — идею Вселенной как целого, дизъюнктивные (идеал) — идею Бога.
Поскольку категорический императив — высшее предписание этики Канта (прежде всего, в «Критике практического разума») — не основан на опыте, его часто называют априорным моральным законом, а саму этику Канта — априорной этикой.
Естествознание исследует только действующие причины (механические причины), но этого недостаточно для описания органической жизни и человеческой деятельности. В «Критике способности суждения» Кант вводит понятие особого вида причинности — целевые причины, цели природы. Однако целесообразность природы не познаётся в опытном исследовании природы, но является «особым априорным понятием, которое имеет своё происхождение исключительно в рефлектирующей способности суждения». Это понятие может выступать лишь в качестве регулятивного принципа.

### Фриз
Немецкий философ Я. Ф. Фриз, один из самых ранних толкователей Канта, считал, что априорные элементы познания могут быть установлены в эмпирическом психологическом исследовании.

### Гегель

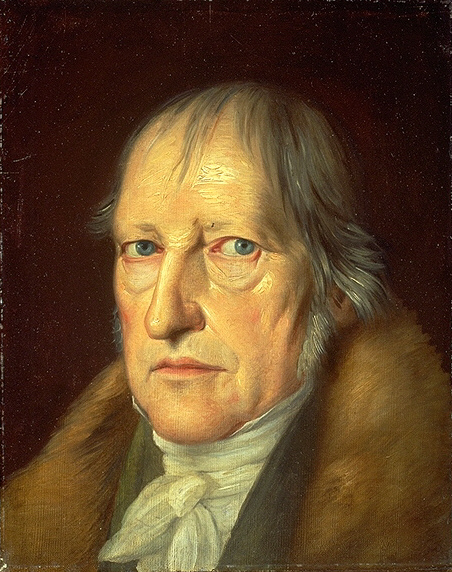
Гегель критиковал учение Канта об априорных формах мышления как некритическую классификацию ходячих представлений о мышлении.

Г. В. Ф. Гегель определял априори (априорное) как «подлинную, рефлектированную в самое себя и поэтому опосредствованную в себе непосредственность мышления», связывая её со свободой мышления.
Точно так же, как Кант, он считал, что априорное знание должно дополнять апостериорное (эмпирическое):

Философия, обязанная, таким образом, своим развитием эмпирическим наукам, сообщает их содержанию существеннейшую форму свободы мышления (априорную форму) и достоверности, основанной на знании необходимости, которую она ставит на место убедительности преднайденного и опытных фактов, с тем чтобы факт превратился в изображение и иллюстрацию первоначальной и совершенно самостоятельной деятельности мышления.
Однако Гегель критиковал учение Канта об априорных формах мышления как некритическую классификацию ходячих представлений о мышлении («психологически-историческую систематизацию»). Формы мышления не могут быть чем-то уже осознанным и готовым, не даны в созерцании или непосредственном опыте, не являются готовыми трансцендентальные формами синтеза.
В частности категории как априорные формы мышления и всеобщие определения любого предмета в мышлении нельзя обнаружить внутри отдельного Я. Там они содержатся в лучшем случае лишь «в себе» (как инстинкт) и не «у себя» (как осознанные). Однако они могут быть осознаны и выступать как определения вещей в созерцании индивида, который в ходе своего образования усвоил исторический опыт совершенствования научного познания. Эти всеобщие формы возникают только в результате исторического развития духа.

## Философия середины XIX — начала XX века

### Позитивизм XX века

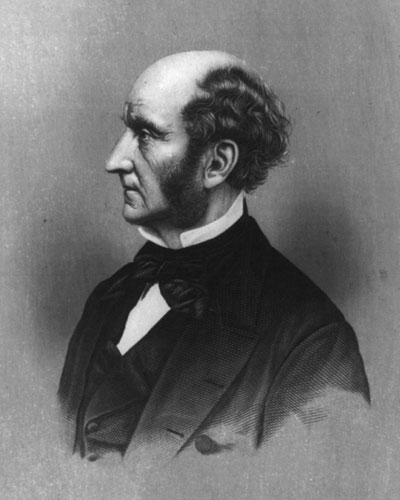
Джон Стюарт Милль сводил априорную логическую необходимость к укоренившейся привычке.

Представители первого этапа позитивизма критиковали идею априорного знания, вслед за эмпириками XVII—XVIII веков выводя самоочевидные представления из опыта.
Британский философ и логик Дж. С. Милль, настаивая на опытном происхождении всего человеческого знания, сводил априорную логическую необходимость к укоренившейся привычке. Несколько атрибутов предмета появляются вместе настолько регулярно, что в нашем сознании образуется устойчивая ассоциация между идеями этих атрибутов. Независимых от опыта априорных истин не существует. Восприятия пространства и времени настолько просты и несложны, что отрицание математических аксиом представляется нам немыслимым (а вовсе не потому, что они будто бы не связаны с опытом).
Другой британский позитивист, Герберт Спенсер считал априорное (самоочевидное) знание врождённой физиологической предрасположеностью к неразрывным ассоциациям. Такая предрасположенность закреплена как наследуемый признак совокупным накопленным опытом бесчисленных поколений предков. То, что в настоящее время априорно для индивида, могло возникнуть апостериорным образом для рода.

### Неокантианство
Неокантианство восприняло от Канта понятие априори, но неокантианцы зачастую определяли его сущность и роль в познании иначе, чем Кант.
Возрождение идей Канта было связано не в последнюю с психофизиологическим истолкованием априорных форм чувственности и рассудка Германом Гельмгольцем и Фридрихом Ланге. По их мнению, физиология внешних органов чувств определяет единство психофизиологической организации познающего субъекта. В частности, по Ланге, наша умственная организация является единственным источником априорных категорий. Вслед за Кантом он полагал, что категории значимы только в пределах опыта. Он же определял вещь в себе как только пограничное понятие нашего мышления, что оказало влияние на последующих неокантианцев.
Представитель раннего неокантианства Отто Либман, отвергая понятие вещи в себе, считал, что внешний мир является лишь феноменом внутри воспринимающего интеллекта, и подчинён априорным имманентным закономерностям сознания.

#### Марбургская школа
Понятие априори исследовали представители Марбургской школы неокантианства. Марбуржцы стремились найти априорные логические основания всей человеческой культуры (как познания природы, так и моральных, эстетических и религиозных принципов). Субъект априорно конструирует мир и предписывает ему наличие функциональных связей (функциональных отношений), тем самым сообщая единство познанию.
Основатель школы Герман Коген отказался от кантовского понимания вещи в себе как внешнего источника ощущений (опыта), отрицал понятие «данности» (предмет никогда не «дан» мышлению извне, а «задан» в виде неизвестного, «икс», проблемы). Как следствие, в его философии исчезает дуализм априорных форм созерцания и рассудка. Только чистое мышление с его априорными категориями, формами и принципами является единственным источником и первоначалом познания и по его форме, и по содержанию. Априорные законы мышления определяют характер серии актов категориального синтеза (категорического синтеза), который создаёт (строит, конструирует) предмет познания.
Другой философ школы, Пауль Наторп считал саму философию логикой (фактически теорией познания), теорией, которая исследует априорные условия единства точных наук. Продолжая линию Когена, Наторп отказывался от различия между априорными формами чувственности и рассудка и рассматривал вещь в себе лишь в качестве «предельного понятия», побудительного начала научного познания. В частности, идея априорных форм чувственности не нужна для обоснования математики. Математика основывается на априорных формах мышления и может даже не обращаться к созерцанию пространства и времени. Источник функциональных отношений в математике находится не в реальности и не зависит от субъекта: функциональные отношения полагаются самой мыслью и восходят к априорным условиям мыслимости любых предметов и любых их связей. Поскольку пространство и время являются априорными формами мышления (логической связью), возможно создание альтернативных неевклидовых геометрий.

#### Баденская школа
Баденская школа (юго-западная школа) уделяла гораздо меньше внимания понятию априори.
Вильгельм Виндельбанд считал ценности трансцендентальными и общезначимыми, особой формой априорного синтетического знания. «Нормальное сознание» должно сопоставлять представления с ценностями.
Генрих Риккерт полагал, что в каждой науке есть априорные процедуры, характерные только для неё. Наука использует в процессе образования понятий при отборе нужного ей материала из многообразной действительности и преобразовании его в понятие. Любые ценности следует считать априорными, так как они заранее предполагаются при индивидуализировании предмета (формировании индивидуализированного представления о нём), то есть обеспечивают априорность знания о нём.

#### Неофризская школа
В начале XX века основатель неофризской школы неокантианец Леонард Нельсон интерпретировал кантовское априори в духе Я. Ф. Фриза. Он обосновывал значимость априорных форм познания, исследуя эмпирический психологический (а не трасцендентальный) субъект познания с помощью психологических методов интроспекции.

#### Французский неокритицизм
Представитель французской ветви неокантианства Шарль Ренувье так же, как и многие немецкие неокантианцы, отрицал существование вещей в себе, рассматривал вещи как явления и отказывался от различия между априорными формами чувственности и рассудка. Ренувье строил систему категорий, в которой важную роль занимает категория отношения, а пространство и время также являются категориями.

#### Русское неокантианство
Русские неокантианцы А. И. Введенский, И. И. Лапшин и Г. И. Челпанов понимали априорное познание в смысле, близком марбургской школе.

### Прагматизм
Философы-прагматики критиковали идею априорного знания. Ч. С. Пирс считал, что из познания должны быть элиминированы априорные синтетические суждения как несвойственные ему по природе. Поэтому своей классификации методов фиксации верований, ведущих от сомнения к убеждению он относил априорный метод к ненадёжным
Уильям Джемс видел преимущество прагматизма перед традиционным философским рационализмом в отказе от априорных оснований.

## Философия XX века

### Логический позитивизм и аналитическая философия
Логический позитивизм признавал существование априорного знания, признаёт его и аналитическая философия. Однако в этих учениях был существенно изменён смысл априори. Философы этих направлений, интерпретируя теорию Канта, стремились объяснить априорное знание без обращения к особой способности чистого разума, которую нельзя описать в удовлетворительных терминах. В аналитической философии априорными доопытными формами знания стали считаться правила употребления языка.

#### Априорность и аналитичность
Среди логических позитивистов начала двадцатого века была особенно популярна аналитическая интерпретация априори. Ещё Бертран Рассел критиковал традиционное понятие априори, утверждая, что математическое знание о мире является не эмпирическим или априорным, а как словесным, то есть знанием об отношениях терминов. Мориц Шлик рассматривал рациональные истины (высказывания логики и математики) как чисто аналитические, как логические тавтологии, а проблему априорных синтетических высказываний считал псевдопроблемой. Альфред Айер, следуя этому различию, также считал высказывания логики и математики аналитическими и априорными, а высказывания естествознания — синтетическими и эмпирическими.
Изначальное кантовское различие синтетических и аналитических суждений связано с содержанием понятий, различие аналитической философии — с основаниями истинности понятий. Аналитическими считаются суждения, истинные только на основании своего смысла и независимо от факта, а синтетическими — суждения, истинные на основании своего смысла и знания определённых фактов. Чтобы определить истинностное значение синтетических суждений, нужно провести своего рода эмпирическое исследование.
Согласно аналитической интерпретации априори, не существует синтетических априорных суждений, и всё априорное знание является аналитическим. Априори не содержит никакого нового знания, так как всего лишь обнаруживает то, что уже заложено в смысле первоначальных терминов. Используя кантовский пример, «12» — это всего лишь другая формулировка «7 + 5». Таким образом, априорное знание не должно требовать особой способности чистой интуиции, так как его можно объяснить способностью понимать значение рассматриваемого суждения. Сторонники этого объяснения утверждали, что редуцировали сомнительную метафизическую способность чистого разума к законному лингвистическому понятию аналитичности.

#### Необходимость и априорность
Метафизическое различие между необходимыми и случайными истинами было связано с различием априорного и апостериорного знания. Необходимо истинное суждение таково, что его отрицание самопротиворечиво (таким образом, оно истинно во всех возможных мирах). Возьмём суждение, что все холостяки неженаты. Теоретически его отрицание, суждение, утверждающее, что некоторые холостяки женаты, некогерентно, потому что понятие «быть неженатым» (или значение выражения «быть неженатым») — часть понятия «быть холостяком» (или часть определения слова «холостяк»). Ввиду недопустимости противоречий внутренне противоречивые суждения необходимо ложны, так как для них невозможно быть истинными. Таким образом, отрицание самопротиворечащего суждения должно быть необходимо истинным. В отличие от него случайно истинное суждение таково, что его отрицание несамопротиворечиво (таким образом, оно не истинно во всяком возможном мире). Логический позитивизм принял как очевидное утверждение, что все необходимые суждения известны априори, поскольку опыт может нам рассказать только об актуальном мире и, следовательно, о том, что имеет место, но не может ничего рассказать о том, что должно или не должно иметь место.

#### Критика Куайна
Однако аналитическое объяснение априорного знания неоднократно подвергалось критике. Самое известное критическое высказывание принадлежит американскому философу Уилларду В. О. Куайну, который считал незаконными и сам термин «априори», и различие между аналитическими и синтетическими суждениями. Куайн утверждал (1951):

Но, при всей её априорной разумности, граница между аналитическими и синтетическими высказываниями просто не была проведена. То, что подобного рода различие вообще должно быть проведено, есть неэмпирическая догма эмпириков, метафизический символ веры.
Хотя основательность куайновского критического анализа сильно оспаривалась, он оказал сильное воздействие сам проект объяснения априорного в терминах аналитического. Многие сторонники философского натурализма следуют куайновскому скепсису относительно априорного знания.

#### Критика Крипке
Однако априорность, аналитичность и необходимость впоследствии были ещё более ясно отделены друг от друга. Американский философ Сол Крипке (1972), например, создал сильные аргументы против утверждения об их близкой связи. Крипке утверждал, существуют апостериори необходимые истины, такие, как суждение, что вода является H2O (если это истинно). По Крипке это утверждение необходимо истинно (так как вода и H2O — одна и та же вещь, они тождественны в каждом возможном мире, а истины тождества логически необходимы), и при этом апостериори (так как это известно только через эмпирическое исследование). После работ Крипке и других философов (например, Хилари Патнэма), в философии более ясным образом проводится различие между априорностью и необходимостью и аналитичностью.

#### Современное состояние
Таким образом, отношения между априорностью, необходимостью и аналитичностью трудны для исследования. Однако большинство философов-аналитиков согласны с тем, что хотя объёмы этих понятий могут накладываться друг на друга, они явно нетождественны. Различие «априори» и «апостериори» является эпистемологическим, «аналитического» и «синтетического» — лингвистическим, «необходимого» и «случайного» — метафизическим.

### Неореализм
Представители философии неореализма не имели единой точки зрения на априорное знание, некоторые из них признавали его, а некоторые критиковали (например, Фердинанд Гонсет).
Сэмюэл Александер считал пространство и время постижимыми лишь посредством априорной интуиции, которая является основой и условием всякого ощущения и всякого возможного опыта.
Близкий по взглядам неореализму А. Н. Уайтхед, напротив, рассматривал пространство-время как результат процессов становления и, соответственно, критиковал понимание пространства и времени как априорных предпосылок познания.

### Феноменология

#### Гуссерль
Эдмунд Гуссерль исследовал проблемы априорного знания. Сама феноменология трактуется им как «первая философия», как наука, выявляющая и описывающая предельные априорные структуры чистого сознания и априорные условия мыслимости предметов независимо от сфер их приложения (универсальное априори, феноменологическое априори).
Феноменология является наукоучением (теорией, обосновывающей науку), строгой наукой о чистых принципах и об универсальных априорных структурах научного знания, универсальным учением о методе, поскольку структуры чистого сознания составляют условия возможности эмпирического и теоретического знания.
Феноменология изучает усмотрение сущностей (сущностное созерцание), сознавание чистых истин и априорных смыслов — как актуальных, так и возможных, как реализовавшихся в языке, так и мыслимых.

#### Шелер
Макс Шелер ввёл понятие «материального априори», которое задаёт идею имманентного феноменологического опыта, непосредственно схватывающего «сами факты», феномены, и позволяет достигать сущности через соответствие акта восхождения к ней данностям феноменологического опыта. Таким образом, сущность может являться и может быть усмотрена отдельной личностью. Своё материальное априори Шелер противопоставлял априори Канта, которое он называл формальным априори, которое исключает возможность того, чтобы сущность являлась в опыте. Со сферой ценностей у Шелера связаны понятия «эмоционального априори», «нравственного априори» и «религиозного априори».

### Диалектический материализм
Опираясь на гегелевскую критику кантовского понятия априорного знания, диалектический материализм принял тезис об активности познания и стал развивать идею его социальной природы. Как следствие, он отказывался от априорных предпосылок как принципа объяснения природы знания и в основу своей теории познания положил тезис о происхождении всякого знания в конечном счёте из практики.

Согласно диалектическому материализму, любое знание является отражением действительности. При этом действительность даётся субъекту познания не прямо, непосредственно, а через практику, то есть через деятельность, в которой сознание не просто воспроизводит данные опыта, а активно, творчески их перерабатывает. Благодаря этому то или иное конкретное знание (или форма мышления) может непосредственно возникать не из опыта, а из другого знания и, в этом смысле, носить на себе следы априоризма; его опытное, апостериорное происхождение обнаруживается в таком случае лишь в исторической перспективе.

### Философия и методология науки
В философии и методологии науки как самостоятельном направлении философских исследований представлены разные взгляды на априорное знание в науке.
Находившийся вне школ французский философ науки Эмиль Мейерсон противостоял позитивистской методологии и ставил себе целью апостериорное познание априорных начал мышления. В основе разума (мышления, познания) лежит априорный принцип тождества, который проявляется как его постоянная тенденция: познание есть отождествление различного (замена многообразного инвариантными связями и отношениями). Он проявляется через постоянно воспроизводимые в науке и в обыденном мышлении априорные образцы работы разума. Научная теория возникает в результате взаимодействия априорной отождествляющей способности с эмпирическим материалом, но между ними всегда остаётся зазор. В силу этого положения научной теории не априорны и не апостериорны, а лишь правдоподобны.
Англосаксонская философия науки 2-й половины XX века (например, Т. Кун, И. Лакатос) фактически не исключает наличия в науке априорного знания. К этому типу знания относятся исходные предпосылки науки, выбор которых, однако, условен и конвенционален.
Немецкий философ науки Курт Хюбнер в своей «исторической теории науки» исследовал, как различаются априорные по отношению к познанию (науке) основания в социокультурных контекстах различных исторических эпох.

### Постмодернизм
Мишель Фуко ввёл понятие исторического априори как историческую связанность правил дискурсивной практики.

### Первоисточники
- Кант И. Критика чистого разума. // Сочинения в 6 т. — Т. 3. — М., 1964. — (Есть и более поздние издания.)
- Кант И. Пролегомены ко всякой будущей метафизике, могущей появиться как наука // Сочинения в 6 т. — Т. 4. Ч. I. — М.: Мысль, 1965. — С. 67—209.
- Кант И. Критика способности суждения // Сочинения в 6 т. — Т. 5. — М.: Мысль, 1966. — С. 161—529.
- Гуссерль Э. Феноменология: Статья в Британской энциклопедии // Логос. — 1991. — № 1. — С. 12—21.
- Лейбниц Г. В. Монадология / Пер. Е. Н. Боброва // Сочинения: В 4 т. — Т. 1. — М.: Мысль, 1982. — С. 413—429.
- Лоренц К. Кантовская доктрина априори в свете современной биологии  (недоступная ссылка с 13-05-2013 [4375 дней] — история) // Человек. — 1997. — № 5.
- Фуко М. 5. Историческое априори и архив // Фуко М. Археология знания: Пер. с фр. / Общ. ред. Б. Левченко. — Киев: Ника-Центр, 1996. — С. 127—134.

### Исследования
- Гайденко П. П. История новоевропейской философии в её связи с наукой М.: ПЕР СЭ; СПб.: Университетская книга, 2000. — 456 с. — ISBN 5-204-00155-7. ISBN 5-9292-0008-4.
- Гайденко П. П. Проблема времени у Канта: время как априорная форма чувственности и вневременность вещей в себе // Вопросы философии. — 2003. — № 9. — С. 134—150.
- Добронравов С. Проблема априоризма в русской философии математики начала XX века (недоступная ссылка)  (недоступная ссылка с 13-05-2013 [4375 дней] — история) // Математика и опыт: Материалы конференции
- Круглов А. Н. О происхождении априорных представлений у И. Канта // Вопросы философии. — 1998. — № 10. — С. 126—132.
(Также: Знание и традиция в истории мировой философии / Сост. Н. Н. Трубникова, Н. Н. Шульгин. — М.: РОССПЭН, 2001. — С. 257—263. — ISBN 5-8243-0233-2)
- Круглов А. Н. Понятие априорного в Античности и Средних Веках.
- Eisler R. A posteriori // Idem. Wörterbuch der philosophischen Begriffe. Historisch-quellenmässig. — 2. Aufl. — Bd. 1. — 1904. (нем.)